# Оронтобат
Оронтопат или Оронтобат, Роонтопат (Orontopates, на неговите монети: Rhoontopates, † след 331 пр.н.е.) е персийски благородник и управител през 4 век пр.н.е.
Като съпруг на по-младата Ада през 335 пр.н.е. той последва тъста си Пиксодар на службата като сатрап на Кария. Дарий III му помага и той се справя със сатрап Ада Стара († пр. 323 пр.н.е.), лелята на съпругата му.
През 334 пр.н.е. Александър Велики започва своя поход в Азия. След победата му в битката при Граник 334 пр.н.е. по-старата Ада се съюзява с македонския цар и дори го осиновява. Оронтопат се окупира в своя главен град Халикарнас (дн. Бодрум), който с помощта на генерал Мемнон, защитава много месеци против Александър (Обсада на Халикарнас), но накрая той се отказва от града. Победителят Александър поставя по-старата Ада като управляваща княгиня в Кария. Оронтопат успява да запази двете пристанищни крепости още една година, накрая е победен в битка против strategos Птолемей и сатрап Асандрос през есента 333 пр.н.е. и бяга в двора на великия цар. За него той се бие през 331 пр.н.е. в решителната битка при Гавгамела, след това няма повече сведения за него.